# Johannes Widmann

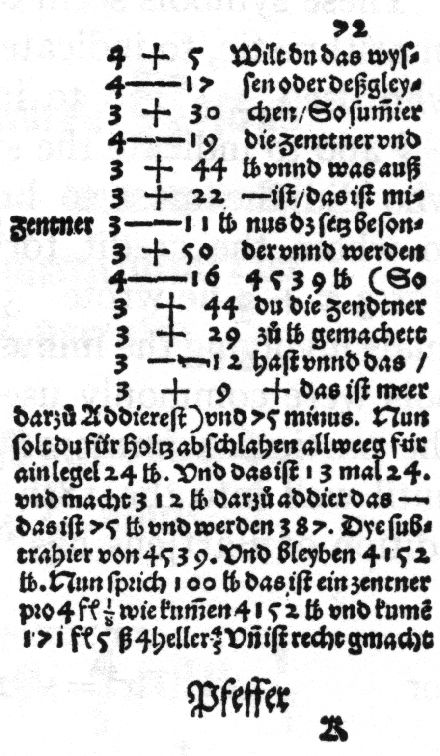
Aritmética Mercantil (1489). Primera aparición impresa del los signos "+" y "-" para la adición y la sustracción.

Johannes Widmann (c. 1460 – después de 1498) fue un matemático alemán. Los signos aritméticos + y - aparecieron impresos por primera vez en su obra Aritmética Mercantil o Behende und hübsche Rechenung auff allen Kauffmanschafft, referidos a los superávits y déficits en los problemas mercantiles.

## Semblanza
Nacido en Eger, Bohemia, Widmann estudió en la Universidad de Leipzig en los años 1480. En 1482 obtuvo el título de licenciado ("Baccalaureus") y en 1485 el de "Magister". Maestro en la misma universidad desde 1485 dedicado a la enseñanza de fundamentos de aritmética y de álgebra, cargo que ocupó durante trece años (1485-1498). Publicó el libro de aritmética comercial Behende und hübsche Rechenung Allen auff Kauffmanschafft (Leipzig, 1489; Se publicaron otras ediciones en Pforzheim, Hagenau, y Augsburgo). Es el libro más antiguo donde aparecen los símbolos + y – para indicar la adición y la sustracción. Los símbolos "+" y "-" sustituirían a las letras "p" y "m" que a su vez eran las iniciales de las palabras piu (más) y
minus (menos) utilizadas para expresar la suma y la resta; por ejemplo, 5 + 8 era escrito 5.p.8 o 5 - 8 se escribía 5.m.8. Estas letras variaban según fuera la lengua utilizada en el texto. 
Hacia 1495 Widmann publicó en latín Algorithmus integrorum cum probis annexis, prietos
```
Algorithmus minutiarum phisicarum
, 
Algorithmus minutiarum vulgarium
, 
Regula falsi apud philosophantes augmenti et decrementi appellata und Tractatus proportionum plusquam aureus
. Sus conferencias sobre álgebra
[
3
]
 son las primeras conocidas que se impartieron sobre ese tema en una universidad. Falleció en Leipzig.  
```

Cuando el matemático Adam Ries (1492-1559) pasó por Erfurt, entre 1518 y 1522, conoció los textos de Widmannn sobre álgebra (hoy en la Biblioteca del Estado de Sajonia), de los que tomó ejemplos para sus propios escritos.